# DSA-575
La DSA-575 es una carretera perteneciente a la Diputación de Salamanca que une las localidades de Barruecopardo y Vilvestre. Une solamente estas dos localidades y está trazada en el antiguo camino de Vilvestre a Barruecopardo. Junto a la CM-VI-1 y a la DSA-576 constituyen los accesos a Vilvestre.
La carretera DSA-575 tiene su origen en Vilvestre en la intersección con la carretera DSA-576, y termina en la intersección con la carretera DSA-570 en Barruecopardo formando parte de la Red de carreteras de Salamanca.

## Recorrido
| Vilvestre (Intersección con ) - Barruecopardo (Intersección con ) | Vilvestre (Intersección con ) - Barruecopardo (Intersección con ) | Vilvestre (Intersección con ) - Barruecopardo (Intersección con ) | Vilvestre (Intersección con ) - Barruecopardo (Intersección con ) | Vilvestre (Intersección con ) - Barruecopardo (Intersección con ) | Vilvestre (Intersección con ) - Barruecopardo (Intersección con ) | Vilvestre (Intersección con ) - Barruecopardo (Intersección con ) | Vilvestre (Intersección con ) - Barruecopardo (Intersección con ) | Vilvestre (Intersección con ) - Barruecopardo (Intersección con ) | Vilvestre (Intersección con ) - Barruecopardo (Intersección con ) | Vilvestre (Intersección con ) - Barruecopardo (Intersección con ) |
| Esquema                                                           | PK                                                                | Sentido Barruecopardo                                             | Sentido Barruecopardo                                             | Sentido Barruecopardo                                             | Sentido Barruecopardo                                             | Sentido Vilvestre                                                 | Sentido Vilvestre                                                 | Sentido Vilvestre                                                 | Sentido Vilvestre                                                 | Incidencias                                                       |
| Esquema                                                           | PK                                                                | Velocidad                                                         | Elemento                                                          | Salida                                                            | Salida                                                            | Salida                                                            | Salida                                                            | Elemento                                                          | Velocidad                                                         | Incidencias                                                       |
| Esquema                                                           | PK                                                                | Velocidad                                                         | Elemento                                                          | Dir.                                                              | Nombre                                                            | Nombre                                                            | Dir.                                                              | Elemento                                                          | Velocidad                                                         | Incidencias                                                       |
| ----------------------------------------------------------------- | ----------------------------------------------------------------- | ----------------------------------------------------------------- | ----------------------------------------------------------------- | ----------------------------------------------------------------- | ----------------------------------------------------------------- | ----------------------------------------------------------------- | ----------------------------------------------------------------- | ----------------------------------------------------------------- | ----------------------------------------------------------------- | ----------------------------------------------------------------- |
|                                                                   | 0,0                                                               |                                                                   |                                                                   | Vilvestre                                                         | Vilvestre                                                         | Vilvestre                                                         |                                                                   |                                                                   |                                                                   |                                                                   |
| Saucelle                                                          | 0,0                                                               |                                                                   |                                                                   |                                                                   |                                                                   |                                                                   |                                                                   |                                                                   |                                                                   |                                                                   |
|                                                                   | 0,1                                                               |                                                                   | 5 km                                                              | Tramo de curvas peligrosas                                        | Tramo de curvas peligrosas                                        | Tramo de curvas peligrosas                                        | Tramo de curvas peligrosas                                        | 5 km                                                              |                                                                   |                                                                   |
| 5,1                                                               |                                                                   |                                                                   | 5 km                                                              | Tramo de curvas peligrosas                                        | Tramo de curvas peligrosas                                        | Tramo de curvas peligrosas                                        | Tramo de curvas peligrosas                                        | 5 km                                                              |                                                                   |                                                                   |
|                                                                   | 5,0                                                               |                                                                   |                                                                   | Ermita del Cristo de las Mercedes                                 | Ermita del Cristo de las Mercedes                                 | Ermita del Cristo de las Mercedes                                 | Ermita del Cristo de las Mercedes                                 |                                                                   |                                                                   |                                                                   |
|                                                                   | 5,6                                                               |                                                                   |                                                                   |                                                                   | Saucelle                                                          | Saucelle                                                          | Saucelle                                                          |                                                                   |                                                                   |                                                                   |
|                                                                   | 5,6                                                               | Barruecopardo Guadramiro Saldeana Aldeadávila de la Ribera        |                                                                   |                                                                   |                                                                   |                                                                   |                                                                   |                                                                   |                                                                   |                                                                   |